# Национальный банк Королевства Саудовская Аравия
Саудовский центральный банк (араб. البنك المركزي السعودي‎, англ. Saudi Central Bank) — центральный банк Королевства Саудовская Аравия.

## История
В апреле 1952 года в качестве центрального банка создано Агентство денежного обращения Саудовской Аравии, получившее право эмиссии национальной валюты, принадлежавшее ранее казначейству.
В ноябре 2020 года Агентство денежного обращения переименовано в «Саудовский центральный банк». Банк сохраняет свою финансовую и административную независимость и подчиняется непосредственно королю.
Законом определены цели банка:
- поддержание денежной стабильности;
- содействие стабильности финансового сектора и укреплению доверия к нему;
- поддержка экономического роста.

Центральный банк несёт ответственность за определение денежно-кредитной политики и выбор её инструментов и процедур. Банк будет продолжать использовать аббревиатуру «SAMA» из-за её исторического значения и актуальности на местном и глобальном уровнях. Банкноты и монеты всех номиналов, выпущенные агентством, остаются в обращении и сохраняют статус законного платёжного средства.